# Lava (programski jezik)
Lava je projekat otvorenog koda organizacije SourceForge. To je objektno-orijentisani eksperimentalni programski jezik za brz razvoj aplikacija (engl. RAD - Rapid Application Development). Baziran je na programskom okruženju LavaPE koje koristi strukturnu obradu pored tekstualne obrade zapisa.
Ovaj programski jezik se češće karakteriše kao praistorijski, jer je za upravljanje njime potrebno detaljno poznavanje računarskih arhitektura kao i nekih starijih jezika poput Fortrana. 
Lava koristi specifične "detektore" koda koji se nazivaju class IDs (CLIDS).

## LavaPE okruženje
LavaPE programsko okruženje koristi posebne foldere u kojima su smeštene važne komande. Davanjem svakoj komponenti osobinu, to od Lave zahteva generalnu specifikaciju objekta. To znači da svakom objetku daje opis.